# Liste der Einträge im National Register of Historic Places im Crook County (Oregon)

Lage des Crook County in Oregon

Diese Liste der Einträge im National Register of Historic Places im Crook County nennt die sechs im Crook County in Oregon in das National Register of Historic Places aufgenommenen Bauwerke und Stätten.

## Bestehende Einträge
| [ 1 ] | Name                                                            | Bild                                                            | Eintragsdatum                 | Lage                                                        | Ort              | Beschreibung |
| ----- | --------------------------------------------------------------- | --------------------------------------------------------------- | ----------------------------- | ----------------------------------------------------------- | ---------------- | --- |
| 1     | Thomas M. Baldwin House                                         | weitere Bilder                                                  | 10. Sep. 1987 ID-Nr. 87001523 | 126 W. 1st Street 44° 18′ 3″ N, 120° 50′ 51,8″ W            | Prineville       | Thomas M. Baldwin (1854–1919) war während Central Oregons prosperierenden Anfangsjahrzehnte des 20. Jahrhunderts ein führender Bankier, der auf dem Höhepunkt seiner Karriere in diesem 1907 im Stil des Colonial Revival erbauten Haus lebte. Es wurde von John V. Bennes entworfen und ist das beste Haus in diesem Stil in Prineville. |
| 2     | Crook County Bank Building                                      | Crook County Bank Building                                      | 19. Juni 1991 ID-Nr. 91000802 | 246 N. Main Street 44° 18′ 8,8″ N, 120° 50′ 49,2″ W         | Prineville       | |
| 3     | Marion Reed Elliott House                                       | Marion Reed Elliott House                                       | 21. Feb. 1989 ID-Nr. 89000049 | 305 W. 1st Street 44° 18′ 5″ N, 120° 50′ 59,4″ W            | Prineville       | Das 1908 erbaute Haus ist das größte und am besten erhaltene Wohnhaus im Queen Anne Style in Prineville. Es ist außerdem signifikant als eines der letzten noch bestehenden Bauten des örtlichen Bauunternehmers Jack Shipp (1858–1942). |
| 4     | Old First National Bank of Prineville and Foster and Hyde Store | Old First National Bank of Prineville and Foster and Hyde Store | 2. Dez. 1985 ID-Nr. 85003035  | 243 and 247 N. Main Street 44° 18′ 9,8″ N, 120° 50′ 50,7″ W | Prineville       | Die First National Bank of Prineville wurde 1887 gegründet und war die erste Bank in Central Oregon, und ihr zweites Gebäude entstand in 1905. Sein gediegener Stil der American Renaissance spiegelt den Wohlstand der Bank, der Stadt und des Countys wider. Es war das erste von drei prominenten Bauwerken in der Stadt, deren Ausführung in heimischen Basalt aus demselben Steinbruch dem Zentrum Prinevilles einen markanten Eindruck verleiht. |
| 5     | Lamonta Compound – Prineville Supervisor’s Warehouse            | weitere Bilder                                                  | 8. Apr. 1986 ID-Nr. 86000846  | 1175 NW Lamonta Road 44° 18′ 37,4″ N, 120° 51′ 10,9″ W      | Prineville       | Der in den Jahren 1933/34 vom Civilian Conservation Corps (CCC) erbaute Gebäudekomplex ist typisch für eine Reihe von CCC-Projekten im Auftrag des United States Forest Service. Er repräsentiert die Verlagerung seiner Architektur jener Zeit hin zu einer umfassenden Baulanderschließung sowie die Entwicklung der Staatstätigkeit von der pflegerischen Oberaufsicht über die staatlichen Wälder hin zur aktiven Forstwirtschaft.                 |
| 6     | The Roba Ranch                                                  | The Roba Ranch                                                  | 7. Nov. 2007 ID-Nr. 07001159  | 66953 Roba Ranch Road 44° 13′ 37,3″ N, 120° 0′ 6″ W         | Nähe von Paulina | |

## Belege
1. ↑  Die Nummerierung in dieser Listenspalte ist an der vom National Park Service vorgelegten Reihenfolge der Einträge orientiert; die Farben unterscheiden verschiedene Schutzgebietstypen des Nationalparksystems mit landesweiter Bedeutung (z. B. National Historic Landmarks) von den sonstigen Einträgen im National Register of Historic Places.
2. ↑  Jennifer Miller: National Register of Historic Places Inventory — Nomination Form: Baldwin, Thomas M., House. (PDF) 31. Juli 1987, abgerufen am 1. November 2019 (englisch)..
3. ↑  Jennifer Miller: National Register of Historic Places Registration Form: Elliott, Marion Reed, House. (PDF) Oktober 1988, abgerufen am 1. November 2019 (englisch).
4. ↑  Jennifer Miller: National Register of Historic Places Inventory — Nomination Form: First National Bank (Old) of Prineville and Foster and Hyde Store. (PDF) 10. März 1985, abgerufen am 1. November 2019 (englisch).
5. ↑  Anonymous: National Register of Historic Places Inventory — Nomination Form: Lamonta Compound – Prineville Supervisor’s Warehouse. (PDF) 25. Februar 1986, abgerufen am 1. November 2019 (englisch).